# Kashipura, Davanagere
Kashipura là một làng thuộc tehsil Davanagere, huyện Davanagere, bang Karnataka, Ấn Độ.